# Специален секретариат за федерални приходи на Бразилия
Специалният секретариат за федерални приходи (на португалски: Secretaria Especial da Receita Federal) е националната приходна агенция на Бразилия – специализиран орган на Министерството на финансите на Бразилия, който отговаря за събирането и администрирането на приходите от федералните данъци, социалните осигуровки и митата върху вноса и износа на стоки през границата на страната. Секретариатът подпомага федералното правителство при формулирането на данъчната политика на страната и работи активно в областта на борбата срещу данъчните измами, контрабандата на стоки, незаконното имитиране на известни търговски марки, търговските злоупотреби, търговията с наркотици и с животни, застрашени от изчезване.